# ایکاتا
ایکاتا (به لاتین: Ikata) یک منطقهٔ مسکونی در ژاپن است که در استان اهیمه واقع شده‌است. ایکاتا  ۱۰٬۶۳۷ نفر جمعیت دارد.

## نگارخانه

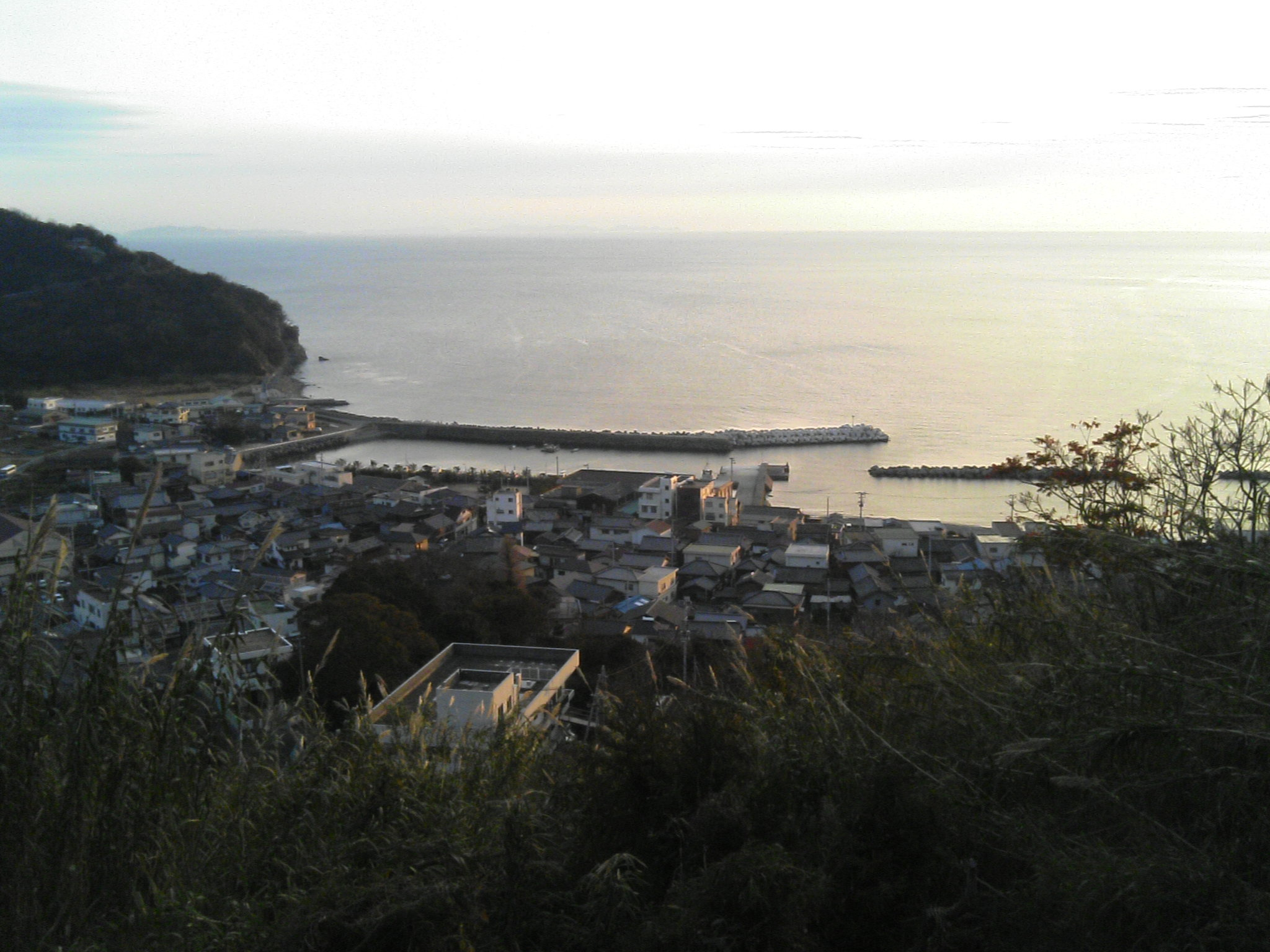
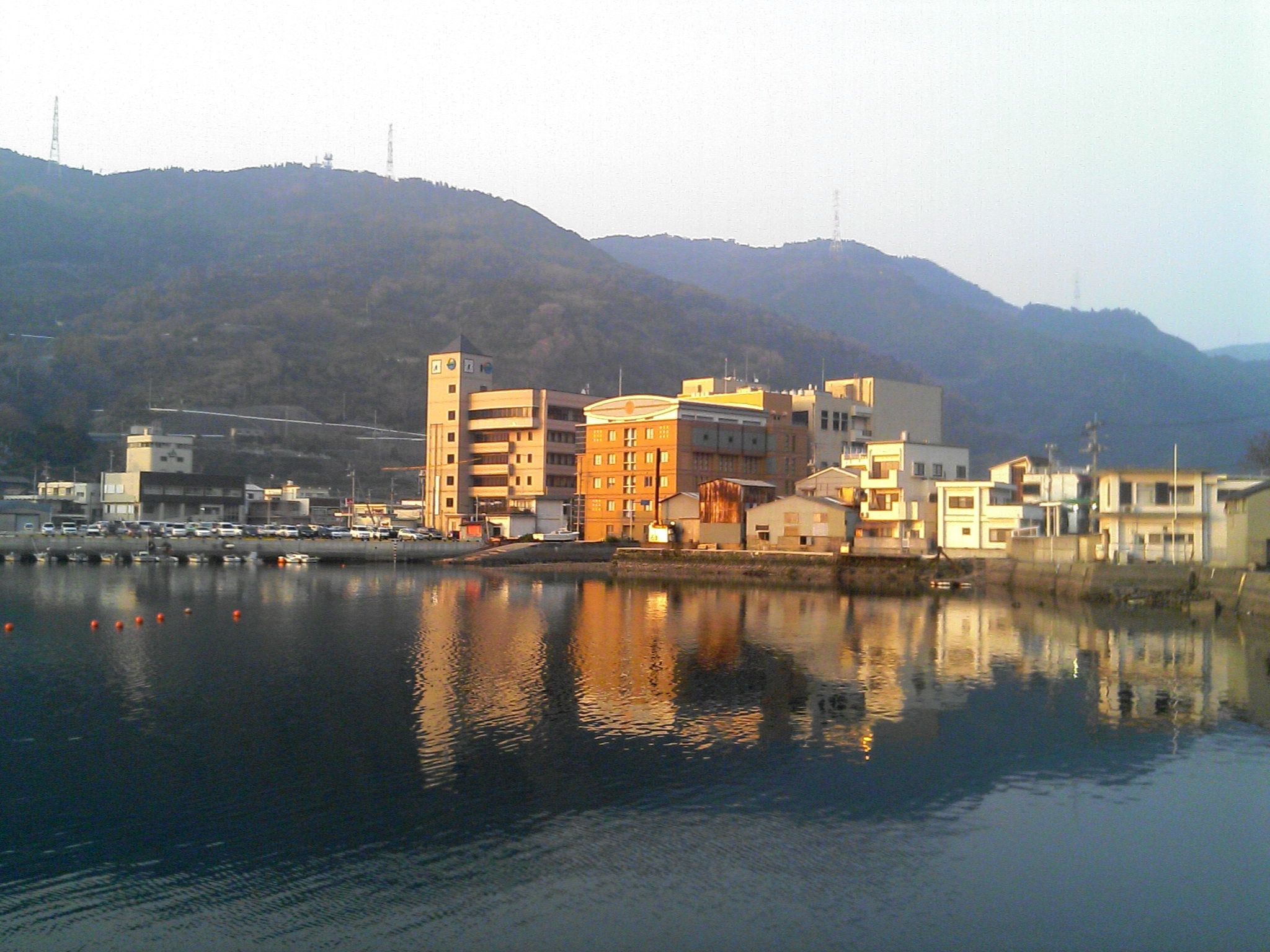
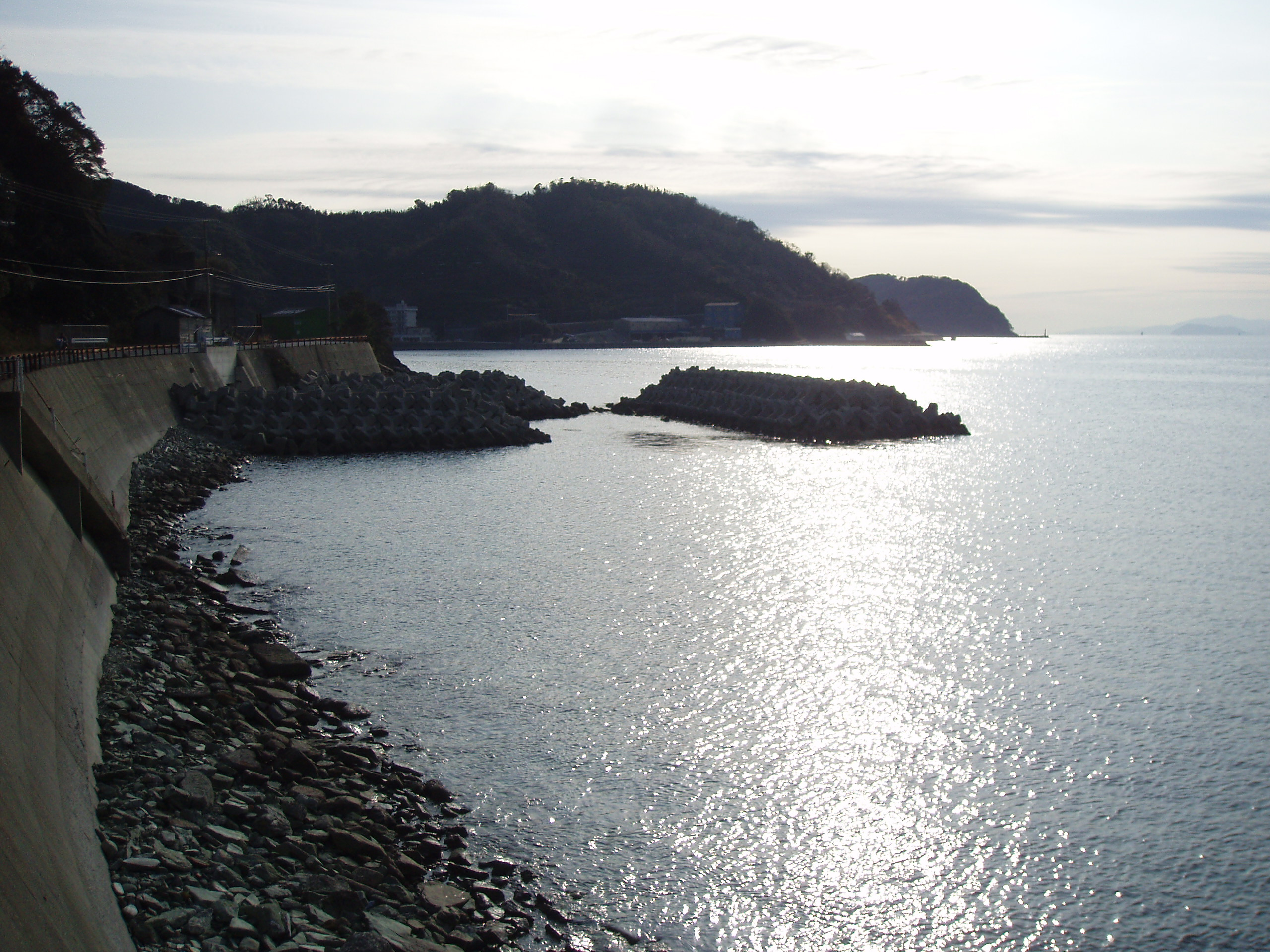
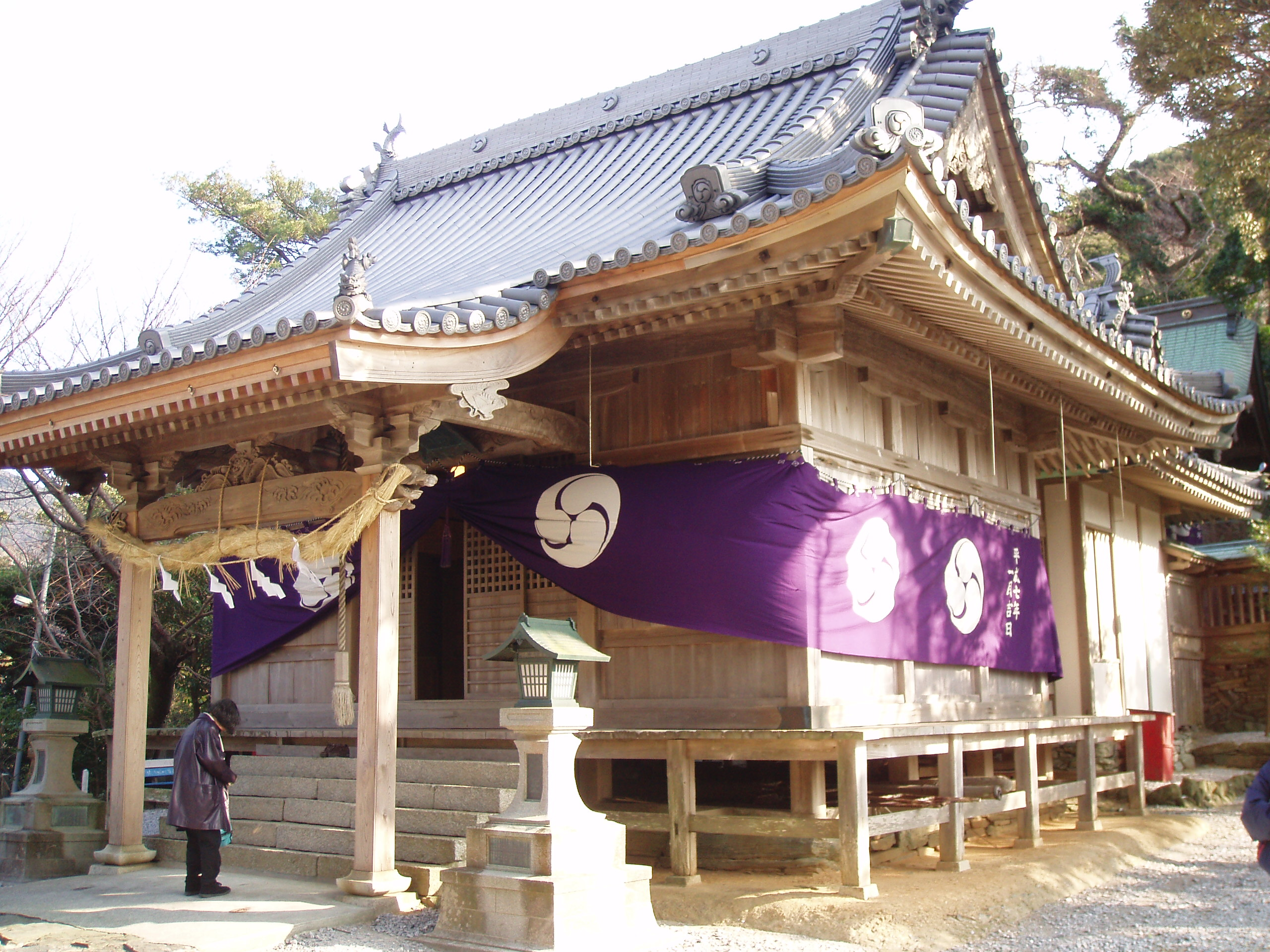